# Filip Stádník
Filip Stádník (* 4. März 1978) ist ein tschechischer Badmintonspieler. 

## Karriere
Filip Stádník wurde 2004 nationaler Meister in Tschechien, wobei er im Doppel mit Michal Svoboda erfolgreich war. Weitere Medaillen gewann er 2001 und 2006. 2004 nahm er an den Badminton-Europameisterschaften teil. 